# Peter Sauerbaum
Peter Sauerbaum (* 1945 in Halle (Saale)) ist ein deutscher Jurist und Kulturmanager.

## Leben und Wirken
Der Sohn des Tenors Heinz Sauerbaum und einer Primaballerina besuchte erst in Mannheim, dann in Berlin die Schule. Nach dem Abitur absolvierte er an der Freien Universität Berlin (FU) ein Studium der Rechtswissenschaft. Vom Vater hatte er zwar das Singen gelernt, aber gleichzeitig zu verstehen bekommen, dass er nicht dessen Beruf ergreifen solle. Peter Sauerbaum hat in erster Ehe zwei Kinder,  eine Tochter (1966) und einen Sohn (1971).
So begann er seine Laufbahn als Verwaltungsjurist in der Rechtsabteilung der FU. Diese Arbeit übte er drei Jahre lang aus. Von 1977 bis 1981 war er persönlicher Referent des Kultursenators Dieter Sauberzweig, bis 1992 war er in der Berliner Kulturverwaltung als Referatsleiter tätig. Anschließend wechselte er für kurze Zeit als designierter Verwaltungsdirektor an die Staatsoper Unter den Linden. Es folgten bis Ende 1999 sieben Jahre beim Berliner Ensemble (BE). Er war dort Intendant, überführte jedoch durch Umorganisation das staatliche Theater in eine privatrechtliche GmbH und fungierte als geschäftsführender Gesellschafter. Er stärkte den finanziellen Handlungsspielraum des defizitären und daher stark von Subventionen abhängigen BE mit Sponsoringverträgen. Vor allem auf die reputablen, aber kostspieligen Gastspielreisen „von Venedig bis Moskau“ (Sauerbaum) wollte er nicht verzichten. Zum Sponsoring-Komplex verfasste er auch einen Zeitungsaufsatz, der 1995 in der Berliner Zeitung veröffentlicht wurde. 1993 musste er sich vor der Gauck-Behörde verantworten und das BE verlassen.
Sauerbaum veränderte sich noch mehrmals und wurde im Jahr 2000 Leitender Controller am Deutschen Theater, dann Geschäftsführer des Jüdischen Museums. 2002 trat er, obgleich für das Vorjahr geplant, den Posten als geschäftsführender Direktor der Deutschen Oper an. Von 2006 bis 2018 leitete er als Intendant das Brandenburgische Staatsorchester Frankfurt (Oder). Seit Herbst 2018 ist Sauerbaum künstlerischer Leiter des Choriner Musiksommers. Sauerbaum ist Träger des Ehrenkreuzes für Wissenschaft und Kunst der Republik Österreich sowie des Großen Ehrenzeichens für Verdienste um die Republik. Außerdem übernahm er ab 2022 den Posten als Direktor auf dem jüdischen Theaterschiff MS Goldberg.

## Zeitungsessays
- Peter Sauerbaum: Lieben Sponsoren Theater? Die deutschen Steuergesetze belohnen die Mäzene nicht. In: Berliner Zeitung. Nr. 259/1995, 6. November 1995, S. 30.